# Storena melanognatha
Storena melanognatha là một loài nhện trong họ Zodariidae.
Loài này thuộc chi Storena. Storena melanognatha được Hasselt miêu tả năm 1882.